# Sugères
Sugères ist eine französische Gemeinde mit 632 Einwohnern (Stand: 1. Januar 2022) im Département Puy-de-Dôme in der Region Auvergne-Rhône-Alpes (vor 2016 Auvergne). Sie gehört zum Arrondissement Issoire und zum Kanton Brassac-les-Mines (bis 2015: Kanton Sauxillanges). Die Einwohner werden Sugèriens genannt.

## Geographie
Sugères liegt etwa 32 Kilometer südöstlich von Clermont-Ferrand. Das Gemeindegebiet wird vom Fluss Ailloux durchquert. Umgeben wird Sugères von den Nachbargemeinden Isserteaux im Norden und Nordwesten, Saint-Jean-des-Ollières im Norden und Nordosten, Brousse im Osten, Condat-lès-Montboissier im Südosten, Égliseneuve-des-Liards im Süden, Saint-Quentin-sur-Sauxillanges im Südwesten sowie Manglieu im Westen.

## Bevölkerungsentwicklung
| Jahr                       | 1962 | 1968 | 1975 | 1982 | 1990 | 1999 | 2006 | 2013 |
| Einwohner                  | 511  | 465  | 456  | 490  | 499  | 506  | 551  | 605  |
| Quellen: Cassini und INSEE |      |      |      |      |      |      |      |      |

## Sehenswürdigkeiten
- Kirche